# Rosema simois
Rosema simois är en fjärilsart som beskrevs av Druce 1890. Rosema simois ingår i släktet Rosema och familjen tandspinnare. Inga underarter finns listade.